# Uvanilla babelis
Uvanilla babelis là một loài ốc biển thuộc họ Turbinidae.  

## Mô tả
Kích thước vỏ của loài này có thể đạt chiều dài 21 mm, đường kính 19 mm. 

## Phân bổ
Loài này phân bố ở Thái Bình Dương ngoài khơi Nam Mỹ